# 安田広春
安田 広春（やすだ ひろはる）は、戦国時代の武将。越後安田氏及び越後北条氏当主。通称は弥九郎。官途は丹後守。

## 生涯
越後安田氏の出身であるが、同族の北条氏の当主も兼任していたという説が有力であり、北条広春とも言う。越後の安田氏は大江姓毛利氏の一族であることから毛利広春とも呼ばれる。
これに対する異説として、広春は安田氏・北条氏どちらの当主でもなく、その庶流から上杉氏の奉行人に登用された人物「毛利（大江）五郎」であるとする解釈もある。丸島和洋は広春が安田清広もしくは後継者である弥九郎の娘婿であった可能性があるものの、弥九郎の没後には安田百（後の景広）が次期当主として認識されていたこと、北条氏は丹後守の没後も息子の松若丸（後の高広）が祖父にあたる北条輔広の後見を受けていたことからこちらの家督とも無関係であったとする。
永正4年（1507年）、守護代の長尾為景が、守護の上杉房能を討つという事件が起こる。その後上杉氏と長尾氏の抗争が起きるが、広春は長尾為景に従い、越中神保氏攻めなどに従うなど、各地を転戦し、内政では長尾家の奉行職を務め、為景の側近として各種の折衝にあたった。
大永4年10月14日に死去（「専称寺過去帳」）。
広春の没後、安田氏は景元が、北条氏は北条高広がそれぞれ継承し、再び分裂した。